# Métodos de pronóstico
Los métodos de pronóstico son métodos utilizados en el ámbito económico y financiero para que las corporaciones y los inversionistas puedan tener un marco de cómo se comportará el mercado en el futuro y por ende tomar buenas decisiones de marketing o de cartera. Estos sistemas funcionan a base de datos históricos y matemáticos. Un problema que presentan estos métodos es que en la mayoría de los casos, no incluyen fenómenos o situaciones económicas que alteran el sistema real debido a que son difíciles de pronosticar.

## Tipos de técnicas
Actualmente, existen dos técnicas fundamentales en los cuales se basa el sistema de pronóstico del mercado: las cualitativas y las cuantitativas. Las técnicas cualitativas consiste en la opinión y conocimientos de expertos (técnica subjetiva). Las técnicas cuantitativas consisten en dos procesos basados en estadísticas convencionales (análisis de regresión y series de tiempo). Desde el 2005 se puede utilizar una tercera técnica la cual combina las primeras dos discutidas: las redes neuronales y los sistemas difusos.

## Ventajas de redes neuronales y sistemas difusos
Las redes neuronales permiten plantear métodos de pronóstico tipo combinado; entre sus fortalezas se destaca la capacidad de manejar discontinuidades en la información; además, pueden procesar varias series de datos y cruzarlas entre sí. Los sistemas difusos representan el conocimiento utilizando etiquetas o expresiones lingüísticas más fáciles de interpretar; sin embargo, su capacidad de aprendizaje es reducida. Las redes neurodifusas combinan en un sistema integrado estos dos elementos: redes neuronales y lógica difusa. 
El uso de las redes neuronales y las redes neurodifusas en una empresa competitiva de la bolsa de valores, provocan que las redes neuronales tengan mayor grado de acierto que las redes neurodifusas. A pesar de su efectividad, el tiempo de entrenamiento para estos tipos de sistemas es uno de larga duración. 
Los métodos de pronóstico son herramientas efectivas tanto en un marco micro o macroeconómico el cual no solamente se limita a una empresa si no a proyecciones de la bolsa de valores como tal.